# Butang
Butang est une localité du Cameroun située dans la commune de Bafut, le département de la Mezam et la région du Nord-Ouest.

## Population
Lors du recensement de 2005, on a dénombré 655 personnes, dont 295 hommes,et 360 femmes. 

## Éducation
Le village Butang est doté d'un établissement scolaire à savoir l'école publique de Butang.

## Agriculture
Butang est l'un des nombreux villages du département à faire partie du GIC Thingoh Know Your Neighbourg Rice Farm Group. Ce GIC agricole regroupe les producteurs de riz. Ces producteurs produisent environ 400 tonnes de riz paddy chaque année. 